# Nemoura needhamia
Nemoura needhamia är en bäcksländeart som beskrevs av Wu, C.F. 1927. Nemoura needhamia ingår i släktet Nemoura och familjen kryssbäcksländor. Inga underarter finns listade i Catalogue of Life.